# Alseodaphne archboldiana
Alseodaphne archboldiana är en lagerväxtart som först beskrevs av C. K. Allen, och fick sitt nu gällande namn av André Joseph Guillaume Henri Kostermans. Alseodaphne archboldiana ingår i släktet Alseodaphne och familjen lagerväxter. Inga underarter finns listade i Catalogue of Life.